# Зубкова, Антонина Леонтьевна
Антонина Леонидовна Зубкова (12 октября 1920, Семион, Рязанская губерния — 13 ноября 1950, Москва) — советский штурман пикирующего бомбардировщика, гвардии капитан, Герой Советского Союза (1945).

## Биография[2][3][4]
Родилась 12 октября 1920 в селе Семион Ряжского уезда Рязанской губернии в крестьянской семье. Русская.
После окончания средней школы с золотой медалью в 1938 году без экзаменов поступила на механико-математический факультет МГУ. В университете была комсоргом учебной группы. Училась на одном курсе с другими будущими известными лётчицами Великой Отечественной войны: Евдокией Пасько, Евгенией Рудневой, Екатериной Рябовой.
В июне 1941 года Антонина Зубкова окончила три курса университета и вместе с другими студентами сдавала экзаменационную сессию. По свидетельству сокурсников, обращаясь к ним после начала войны, порекомендовала не прерывать подготовку к экзаменам, заявив, что: «Первый наш вклад в дело победы — это наши отличные оценки». Однако позже она отметила в своих воспоминаниях о том периоде времени: «Решать интегралы, читать Эйлера и Коши в сравнении с тем, что внезапно обрушилось на страну, казалось каким-то ненужным и бессмысленным».
После сдачи экзаменационной сессии написала заявление о добровольном желании участвовать в военных действиях в ЦК ВЛКСМ и военкомат, но ей было отказано в добровольном приёме. Летом 1941 года принимала участие в работах трудового фронта под Москвой. По возвращении после этого в Москву работала в бригаде, занимавшейся тушением зажигательных бомб. Также принимала участие в строительстве подмосковных оборонительных укреплений.
В сентябре 1941 года Антонина Зубкова продолжила занятия на механико-математическом факультете МГУ, параллельно посещая пулемётные курсы и курсы медсестёр. 8 октября 1941 года газеты опубликовали призывы ЦК ВЛКСМ о добровольном наборе комсомолок в армию. После этого вместе с восемью другими девушками со своего курса поступила добровольцем в армию. Окончила курсы штурманов при Энгельсской военной школе пилотов. Выпуск состоялся в декабре 1942 года. При распределении попала в 587-й бомбардировочный авиационный полк (позже был переименован в 125-й гвардейский пикировочно-бомбардировочный авиационный полк 4-й гвардейской бомбардировочной авиационной дивизии 5-го гвардейского бомбардировочного авиационного корпуса), под командование Марины Расковой. Однако её командир Марина Раскова вскоре (6 января 1943 года) погибла.
Воевала на фронтах Великой Отечественной войны с апреля 1943 года, штурман эскадрильи полка. Участвовала в составе этого полка в обороне Сталинграда, боях по прорыву Голубой линии на Кубани (в этот период войны была награждена первым орденом — Красной звезды), затем в Крыму. В дальнейшем полк перелетел на Западный фронт и вёл наступление в Белоруссии, Прибалтике и Восточной Пруссии.
С 1944 года член ВКП(б)/КПСС.
Всю войну Антонина Зубкова летала в паре с Надеждой Федутенко. Федутенко говорила о ней: «Вы не смотрите, что она такая маленькая. Фашистам от неё бывает довольно жарко. Она отлично бомбит» (Антонина Зубкова отличалась небольшим ростом и даже боялась, что её не возьмут из-за этого в добровольцы при наборе).
К маю 1945 года совершила 68 боевых вылетов на пикирующем бомбардировщике Пе-2, взорвала 3 склада с боеприпасами противника, сбросила 50 000 кг бомб. Вела фронтовой дневник, в котором фиксировала все вылеты. После первого боевого вылета записала в своём дневнике: «Прости меня, милая моя Земля. Я буду бросать бомбы на тебя, но это нужно для нас обоих… Пусть только сгинут жестокие пришельцы с твоих дорог». Во время войны активно участвовала в проведении политических занятий в полку.
За проявленное мужество и отличное выполнение заданий командования, Антонине Зубковой 18 августа 1945 года было присвоено звание Героя Советского Союза.

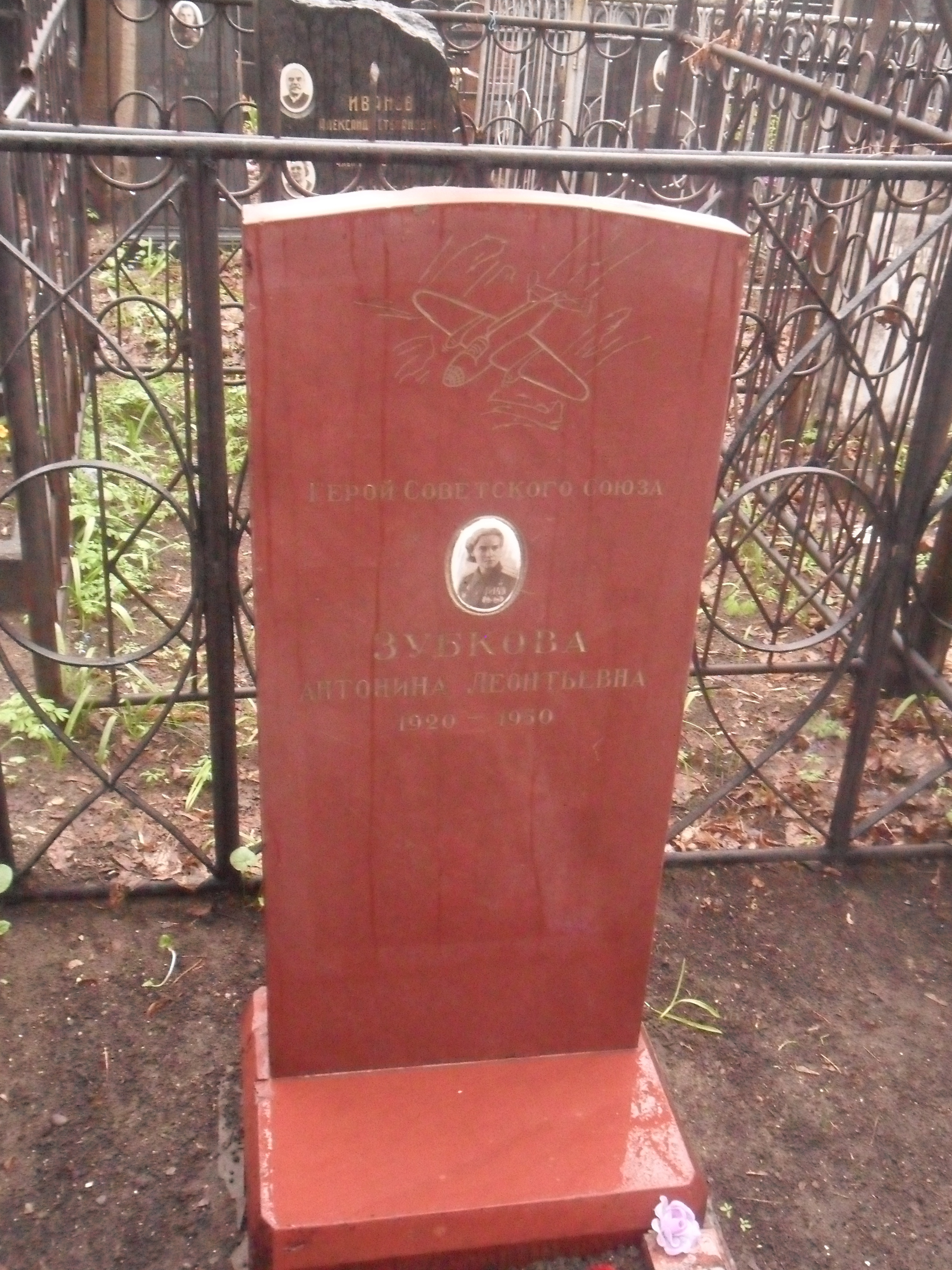
Могила Зубковой на Ваганьковском кладбище Москвы.

В сентябре 1945 года гвардии капитан Зубкова уволилась в запас и вернулась к учёбе в университете. В 1948 году она окончила мехмат МГУ и поступила в аспирантуру. Работала преподавателем в Военно-воздушной инженерной академии имени Н. Е. Жуковского. Была избрана депутатом Моссовета. Друзья вспоминают, что она была очень одарённым человеком и её ждало, по их мнению, будущее известного учёного.
Жила в Москве. Покончила с собой (по другим данным — погибла в автокатастрофе) 13 ноября 1950 года. Похоронена на Ваганьковском кладбище (20 участок).
«Она много сделала для Родины как воин. Она многое могла бы сделать в науке», — сказал над её могилой профессор МГУ В. В. Голубев.

## Память
Именем А. Л. Зубковой названы:
- улица в Рязани;
- улица в Кораблино;
- рыболовный сейнер № 8057 "Антонина Зубкова" Калининградского производственного объединения рыбной промышленности[10];
- улица в Семионе.

## Награды
- Медаль «Золотая Звезда».
- Орден Ленина.
- Два ордена Красного Знамени.
- Орден Красной Звезды.
- Медали.